# اشتباك (فلم)
اشتباك هو فيلم دراما دولي مشترك بين فرنسا ومصر وألمانيا والإمارات العربية المتحدة، من إخراج محمد دياب. الفيلم من بطولة نيللي كريم وطارق عبد العزيز وهاني عادل وأحمد مالك. الفيلم تم اختياره رسميا لافتتح مسابقة «نظرة ما» في مهرجان كان السينمائي 2016. تم اختياره لتمثيل مصر عن فئة أفضل فيلم بلغة أجنبية في حفل توزيع جوائز الأوسكار التاسع والثمانون لكنه لم يُرشح. يعد الفيلم التجربة الإخراجية الثانية لمحمد دياب بعد فيلم «678».
تدور أحداث الفيلم بعد 30 يونيو 2013 داخل عربة ترحيلات تابعة للشرطة مكتظة بالمتظاهرين من المؤيدين والمعارضين لحكم جماعة الإخوان المسلمين وذلك بعد خلع الرئيس محمد مرسي من الحكم.

## ملخص القصة
تدور أحداث الفيلم بعد 30 يونيو 2013 داخل عربة ترحيلات تابعة للشرطة مكتظة بالمتظاهرين من المؤيدين والمعارضين لحكم جماعة الإخوان المسلمين وذلك بعد خلع الرئيس محمد مرسي من الحكم، متضمنة لحظات من الجنون، العنف، الرومانسية والكوميديا أيضًا، وعارضة لجزء كبير مما يحدث في مصر.

## طاقم التمثيل
| - نيللي كريم بدور "نجوى" - طارق عبد العزيز بدور "حسام" - هاني عادل بدور "آدم" - أحمد داش بدور "فارس" - أحمد مالك بدور "منص" - عمرو القاضي بدور "محمد هاشم" - جميل برسوم بدور "صلاح" | - خالد كمال بدور "ربيع" - عاطف عمار بدور "العقيد/ فهمي" - محمد جمال قلبظ بدور "تامر" - محمد السويسي بدور "عويس" - محمد عبد العظيم بدور "رضوان" - مي الغيطي بدور "عائشة" | - حسني شتا بدور "فيشو" - محمد رضوان بدور "بدر" - علي الطيب بدور "حذيفة" - محمد علاء بدور "معاذ" - محمد السباعي بدور "زين" - محمد طارق بدور "حسين" | - أحمد عبد الحميد حفني بدور "عوض" - أحمد التركي بدور "مالك" - أشرف حمدي بدور "عمر" - وليد عبد الغني بدور "ضابط سيارة الترحيلات" - محمود جمعة بدور "والد حذيفة" - محمد صلاح بدور "أحمد هاشم" |

## السيناريو
عمل المؤلفان محمد دياب وخالد دياب على السيناريو لمدة عامين كاملين. وتعد هذه هي المرة الثالثة التي يتعاون فيها محمد دياب مع شقيقه خالد دياب في كتابة السيناريو بعد فيلمي «ألف مبروك» و«الجزيرة 2».

## التصوير
تم تصوير الفيلم على مدار 26 يوم، وفي مساحة لاتزيد عن 8 أمتار. حيث قامت شركة «نيكو فيلم» الألمانية بتوفير كاميرات ميني ألكسا صغيرة خصيصًا للتصوير داخل سيارة الترحيلات. كما أجرى المخرج محمد دياب بروفات قبل التصوير مع أبطاله استغرقت 6 أشهر.

## التوزيع
كان من المقرر قيام شركة الماسة لمالكها هشام عبد الخالق القيام بتوزيع الفيلم، لكن الشركة تراجعت عن مهمة التوزيع قبل موعد عرض الفيلم في دور العرض المصرية بـ48 ساعة لأسباب غير معروفة، وتم إسناد مهمة التوزيع إلى شركة "Mad Solutions" و "Rotana Studios".

## ردود الفعل
وصف الناقد أليكس ريتمان في موقع هوليوود ريبورتر الفيلم قائلًا: «الفيلم يهدف إلى إحداث صدمة للجمهور من خلال تعاطفه في لحظة ما مع كل شخصيات العمل على اختلاف توجهاتهم». بينما ذكر الناقد جاي ويسبيرج من مجلة فارايتي أن فيلم اشتباك «من الأفلام القليلة الناجحة، التي تم تصويرها في مساحة محدودة للغاية»، وقد أشاد ويسبيرج بإدارة دياب لفيلمه ضمن هذه المساحة، واصفًا الأمر بالإنجاز الملحوظ.
وكانت مجلة سكرين إنترناشيونال قد اختارت اشتباك ليكون واحداً من أكثر الأفلام الجذابة لمديري المهرجانات السينمائية في عام 2016، حيث ضمت القائمة 54 فيلماً من أنحاء العالم.

## روابط خارجية
- مقالات تستعمل روابط فنية بلا صلة مع ويكي بيانات